# Patologija
Patologija (patološka anatomija) je znanost koja se bavi proučavanjem bolesti, odnosno promjenama na stanicama, tkivima i organima nastalim tijekom bolesti. Naziv je izveden od dviju starogrčkih riječi, πάθος - pathos što znači bol ili patnja te λόγος - logos što znači riječ ili znanost. Makroskopska, mikroskopska i elektronskomikroskopska promatranja su važna u razumijevanju patoloških procesa i promjena koje nastaju tijekom bolesti. Patologija se dijeli na opću i specijalnu patologiju. 
Opća patologija proučava reakcije organizma na oštećenja te daje sveobuhvatni pregled bolesti. Ona proučava etiopatogenetske čimbenike i morfološke promjene stanica, tkiva, organa i cijelog organizma, a to su prilagodbe, oštećenja te smrt stanice, upala i reparacija tkiva, neoplazme ili novotvorine, genetski poremećaji, bolesti imunološkog sustava, poremećaji tjelesnih tekućina i krvi, opće karakteristike infektivnih bolesti, bolesti nastale nedostatkom određenih tvari u organizmu, promjene izazvane djelovanjem okoline, bolesti dječje dobi i bolesti starenja. 
Specijalna patologija se bavi proučavanjem organa i organskih sustava promijenjenih bolešću ili nekim drugim štetnim čimbenikom. Područja koja su u domeni dijagnostike i proučavanja specijalne patologije su patologija krvnih žila, srca, dišnog sustava, krvotvornog sustava i krvi, probavnog sustava, jetre i bilijarnog sustava, gušterače zatim patologija mokraćnog sustava, muškog i ženskog spolnog sustava, dojke, endokrinog sustava, kože, koštano-zglobnog sustava i mekih tkiva, perifernih živaca i mišičnog sustava te središnjeg živčanog sustava. Patološka histologija proučava promjene tkiva, patološka citologija promjene pojedinih stanica, a teratologija uzroke i mehanizme nastanka malformacija. Proučavajući stanice, tkiva i tjelesne tekućine s pomoću mikrobioloških, imunoloških i biokemijskih metoda, patologija pomaže liječnicima u kliničkoj praksi pri donošenju dijagnoza i prikladnom liječenju bolesti.

## Povijest
Antonio Benivieni (1443. – 1502.), firentinski liječnik i pionir postmortalne disekcije tijela preminulog pacijenta (obdukcije, razudbe) u svrhu razumijevanja uzroka smrti. "De abditis nonnullis ac mirandis morborum et sanitationum causis" ("O skrivenim uzrocima bolesti") je njegovo djelo koje se smatra jednim od prvih djela u znanstvenoj patologiji.

## Vanjske poveznice
- kbc-zagreb: Patologija  Arhivirana inačica izvorne stranice od 12. kolovoza 2007. (Wayback Machine)